# Eublemma
Genre
Synonymes
- Anthophila Ochsenheimer, 1816[1]
- Porphyrinia Hübner, [1821]
- Eromene Hübner, [1821]
- Trothisa Hübner, [1821]
- Ecthetis Hübner, [1823]
- Heliomanes Sodoffsky, 1837
- Micra Guenée, 1841
- Thalpochares Lederer, 1853
- Silda Walker, 1863
- Thalomicra Spuler, 1907
- Coccidiphaga Spuler, 1907
- Zonesthiousa Thierry-Mieg, 1907
- Polyorycta Warren, 1911
- Microxestis Hampson, 1912
- Gyophora Warren, 1913
- Homodina Hampson, 1926
- Eupsoropsis Berio, 1969
- Eumicremma Berio, 1954
- Glossodice Berio, 1991
- Roseoblemma Beck, 1996
- Panoblemma Beck, 1996
- Parvablemma Beck, 1996

Eublemma est un genre de papillons de nuit, de la famille des Erebidae (sous-famille des Acontiinae). Il a été décrit par Jakob Hübner en 1829.

## Taxonomie
Le genre a précédemment été classé dans la sous-famille des Eublemminae (famille des Erebidae) ou dans la sous-famille des Eustrotiinae (famille des Noctuidae),.

## Caractéristiques
Les palpes de ces papillons partent du sommet de la tête, sont tournés vers le haut et ont une courte troisième articulation. Chez le mâle les antennes sont finement ciliées. Le thorax et l'abdomen sont finement écaillés. Les pattes sont courtes, et les tibias moyennement poilus. Le sommet des ailes antérieures est légèrement déprimé. Nervures 6 et 7 de l'angle de la cellule et nervures 8 à 10 traquées de l'angle avant. Ailes postérieures avec nervures 3,4 et 6,7 sous les angles de la cellule.[À traduire] La chenille a deux paires de fausses pattes.

## Liste d'espèces
- Eublemma acarodes Swinhoe, 1907
- Eublemma accedens (Felder & Rogenhofer, 1874) Burkina Faso, Gambie, Ghana, Nigeria, Arabie Saoudite, Ethiopie, Kenya, Tanzanie, Malawi, Zaïre, Magagascar, Indo -Tropiques australiens, Australie, Nouvelle-Calédonie, Fidji
- Eublemma acuta Candéze, 1927 Cambodge
- Eublemma acutiangulatalis (Rothschild, 1915) Nouvelle-Guinée
- Eublemma aethiopiana Hacker, 2019 Éthiopie
- Eublemma afghana (Wiltshire, 1961) Afghanistan
- Eublemma aftob (Brandt, 1938) Iran
- Eublemma agnella (Brandt, 1938) Iran
- Eublemma agrapta Hampson, 1898 Sri Lanka
- Eublemma albicans Guenée, 1852
- Eublemma albicosta Hampson, 1910 Gambie, Liberia, Sierra Leone, Burkina Faso, Ghana, Gabon
- Eublemma albida (Duponchel, 1843) sud de l'Espagne, Maroc, Algérie, Libye, Mauritanie, Gambie
- Eublemma albifascia Hampson, 1910 Burkina Faso, Côte d'Ivoire, Ghana, Nigeria, Cameroun, Tanzanie
- Eublemma albipennis Hampson, 1910 Inde (Maharashtra)
- Eublemma albipurpurea (Warren, 1913) Nouvelle-Guinée
- Eublemma albivena (Hampson, 1905) Éthiopie, Kenya, Zaïre, Ouganda, Malawi, Tanzanie, Afrique du Sud
- Eublemma albivestalis Hampson, 1910
- Eublemma albivia Hampson, 1914 Ghana, Nigéria, Éthiopie, Malawi, Tanzanie
- Eublemma alboseriata Hacker, 2019 Nigéria
- Eublemma albostriata Wileman & West, 1929 Philippines
- Eublemma alexi Fibiger & Hacker, 2002 Togo, Burkina Faso, Nigeria, Arabie Saoudite, Soudan, Ethiopie, Malawi, Tanzanie, Zimbabwe, Namibie, Afrique du Sud
- Eublemma aliena (Krüger, 1939) Libye
- Eublemma almaviva Berio, 1947
- Eublemma amabilis Moore, [1884] Sri Lanka
- Eublemma amasina (Eversmann, 1842) sud de l'Oural, sud-est de la Sibérie, Japon
- Eublemma amoena (Hübner, [1803]) Afrique du Nord, Europe du Sud, Turquie, Transcaucasie, Caucase
- Eublemma amphidasys Turner, 1933 Australie (Queensland)
- Eublemma amydrosana Rebelle, 1947 Egypte
- Eublemme anachorèse Wallengren, 1863
- Eublemma angulata (Butler, 1882) Nouvelle-Bretagne
- Eublemma angustizona Hacker, 2019 Afrique du Sud
- Eublemma antemediana (Hacker, 2011) Yémen
- Eublemma antoninae Nagaraja & Nagarkatti, 1970 sud de l'Inde
- Eublemma apicata Distant, 1898 Afrique du Sud, Zimbabwe, Malawi, Tanzanie, Kenya
- Eublemma apicimacula (Mabille, 1880) Mauritanie, Sénégal, Gambie, Togo, Côte d'Ivoire, Ghana, Nigeria, Burkina Faso, Cameroun, Gabon, Djibouti, Ethiopie, Ouganda , Kenya, Tanzanie, Mozambique, Madagascar, Zambie, Zimbabwe, Afrique du Sud, Yémen
- Eublemma apicipunctalis Brandt, 1939
- Eublemma apicipunctum Saalmüller, 1891
- Eublemma archaechroma Hacker, 2019 Namibie
- Eublemma arenostrota Hampson, 1916 Somalie
- Eublemma argentifera (Hampson, 1926) Sierra Leone, sud du Nigeria, Cameroun, Gabon, Ouganda
- Eublemma argyromorpha Hacker & Saldaitis, 2011 Sokotra
- Eublemma atrifusa Hampson, 1910 Ghana, Nigéria
- Eublemma atrimedia Hampson, 1914
- Eublemma aurantiaca Hampson, 1910 Sierra Leone, Burkina Faso, Ghana, Côte d'Ivoire, Nigeria, Gabon, Ethiopie, Kenya, Ouganda, Malawi, Zambie, Zimbabwe, Afrique du Sud , Madagascar
- Eublemma aureola Fibiger & Hacker, 2002 Turquie
- Eublemma baccalix (Swinhoe, 1886) Inde (Madhya Pradesh), Sri Lanka
- Eublemma baccatrix Hacker, 2019 Iles Canaries, Mauritanie, Burkina Faso, Nigeria, Togo, Gambie, Zaïre, Arabie, Ethiopie, Kenya, Ouganda, Malawi, Angola, Tanzanie , Mozambique, Namibie, Eswatini, Zambie, Zimbabwe, Afrique du Sud, Madagascar, Maurice
- Eublemma bacchusi Holloway, 2009 Bornéo
- Eublemma barito Holloway, 2009 Malaisie péninsulaire, Sumatra, Bornéo
- Eublemma barlowi Holloway, 2009 Malaisie péninsulaire, Singapour, Bornéo
- Eublemma basalis (Möschler, 1890) Porto Rico
- Eublemma basiplaga Bethune-Baker, 1911 Angola
- Eublemma batanga Draudt, 1950
- Eublemma betarosea Holloway, 2009 Bornéo
- Eublemma bicolora Bethune-Baker, 1911
- Eublemma bifasciata (Moore, 1881) Inde (Uttar Pradesh), Arabie, Soudan, Ethiopie, Kenya, Niger, Afrique du Sud
- Eublemma bilineata Hampson, 1902 Inde (Himachal Pradesh)
- Eublemma bipars Gaede, 1935 Niger
- Eublemma bipartita Hampson, 1902 Afrique du Sud, Namibie, Zimbabwe
- Eublemma biparva Fibiger & Hacker, 2002 Arabie Saoudite, Ethiopie
- Eublemma bistellata (Wiltshire, 1961) Arabie
- Eublemma blanca Fibiger & Legrain, 2009 Arabie Saoudite
- Eublemma bolinia (Hampson, 1902) Arabie, Ethiopie, Kenya, Malawi, Tanzanie, Mozambique, Botswana, Zimbabwe, Namibie, Afrique du Sud, Madagascar
- Eublemma bosara Holloway, 2009 Bornéo, Malaisie péninsulaire
- Eublemma boursini (Bytinski-Salz & Brandt, 1937) Iran
- Eublemma brachyptera Hacker, 2019 Afrique du Sud
- Eublemma brachystegiae Hacker, 2019 Malawi
- Eublemma brigitta Fiebig, 2019 Ouganda
- Eublemma brunneifusa Gaede, 1935 Cameroun
- Eublemma brunneosa Bethune-Baker, 1911 Kenya
- Eublemma brygooi Viette, 1966
- Eublemma buettikeri Wiltshire, 1980 Arabie
- Eublemma bulla (Swinhoe, [1885]) Arabie, Soudan, Pakistan, Inde (Maharashtra)
- Eublemma caduca (Christoph, 1893)
- Eublemma caelestis (Brandt, 1938) Iran
- Eublemma cafrorum (Wallengren, 1860) Afrique du Sud, Namibie, Zimbabwe, Botswana, Mozambique
- Eublemma candicans (Rambur, 1858) sud de l'Espagne, Maroc, Algérie
- Eublemma candidana (Fabricius, 1794) Europe du Sud, Turquie, Moyen-Orient, Caucase, Transcaucasie
- Eublemma caniceps Rebel, 1917 Soudan
- Eublemma canomarmorea Hacker, Fiebig & Stadie, 2019 Afrique du Sud
- Eublemma caprearum Draudt, 1933 Capri
- Eublemma caretifera Holloway, 2009 Bornéo
- Eublemma carneola Hampson, 1910 Malaisie péninsulaire, Bornéo
- Eublemma carneotincta Hampson, 1910 Guinée, Sierra Leone, Côte d'Ivoire
- Eublemma carterotata Dyar, 1919 Costa Rica
- Eublemma ceresensis Hacker, 2019 Madagascar, Afrique du Sud, Namibie, Eswatini, Zimbabwe, Zaïre
- Eublemma chamila Draudt, 1936 Turkestan oriental
- Eublemma chionophlebia Hampson, 1910 Afrique du Sud
- Eublemma chlorochroa Hampson, 1910 Éthiopie, Kenya, Tanzanie
- Eublemma chlorotica (Lederer, 1858) Liban
- Eublemma chopardi Berio, 1954
- Eublemma chrysoleuca Hacker, 2019 Afrique du Sud
- Eublemma cinnamomea Herrich-Schäffer, 1868
- Eublemma cirrochroa Hacker, 2019 Tanzanie
- Eublemma cochylioides (Guenée, 1852) Europe du sud-ouest, Sicile, Crète, Liban, Afrique, Moyen-Orient, Asie du sud, Indonésie, Micronésie, Australie, Nouvelle-Hollande
- Eublemma colla Schaus, 1893
- Eublemma collacteana Hacker, 2019 Togo, Côte d'Ivoire, Nigeria, Zaïre, Ethiopie, Kenya, Tanzanie
- Eublemma comutus Fibiger & Hacker, 2004 Yémen
- Eublemma confusa Rothschild, 1920 Algérie
- Eublemma conistrota Hampson, 1910 Pakistan, Afghanistan, Iran, Oman, Somalie
- Eublemma conspersa (Butler, 1880) Inde (Madhya Pradesh, Himachal Pradesh), Taïwan
- Eublemma convergens (Walker, 1869) Zaïre
- Eublemma costivinata Berio, 1945 Ethiopie
- Eublemma cremorna Hampson, 1918
- Eublemma cyrenaea (Turati, 1924) Libye, Israël, Jordanie, Yémen, Sinaï
- Eublemma daphoena Hampson, 1910 Afrique du Sud
- Eublemma daphoenoides Berio, 1941 Somalie, Madagascar
- Eublemma debilis (Christoph, 1884) Crimée, Caucase, sud de la Russie européenne, nord-est de l'Iran
- Eublemma debivar Berio, 1947
- Eublemma deleta (Staudinger, 1901) Malte, Algérie, Libye, Tunisie, Niger, Egypte, Arabie, Moyen-Orient
- Eublemma delicata (Felder & Rogenhofer, 1874) Éthiopie, Kenya, Tanzanie, Botswana, Zimbabwe, Afrique du Sud, Namibie
- Eublemma deliciosa (Möschler, 1880) Surinam
- Eublemma dentilinea (Hampson, 1926) Ouganda, Nigéria, Burkina Faso
- Eublemma deserta (Staudinger, 1900) Algérie, Tunisie, Libye, Malte, Arabie, Soudan, Djibouti
- Eublemma deserti Rothschild, 1909
- Eublemma dichroma Rebelle, 1907 Sokotra
- Eublemma dimidialis (Fabricius, 1794) Tropiques indo-australiens, Nouvelle-Guinée, Australie, Japon
- Eublemma dinawa Bethune-Baker, 1906
- Eublemma diredaoua Hacker, 2019 Ethiopie
- Eublemma dissecta (Saalmüller, 1891) Madagascar
- Eublemma dissoluta Rothschild, 1921 Niger
- Eublemma draudti (Bytinski-Salz & Brandt, 1937) Iran
- Eublemma dyscapna S. A. Fletcher, 1961 Ouganda
- Eublemma eberti Hacker, 2019 Namibie
- Eublemma eburnea (Turati, 1927) Libye
- Eublemma ecthaemata Hampson, 1896 Mauritanie, Gambie, Arabie, Soudan, nord de l'Égypte, Éthiopie, Kenya, Tanzanie, Namibie, Zimbabwe, Afrique du Sud
- Eublemma ecuadorensis (Hampson, 1918) Équateur
- Eublemma ellipsifera Holloway, 2009 Bornéo, Malaisie péninsulaire
- Eublemma elychrysi (Rambur, 1833) Sardaigne, Corse
- Eublemma emir (Culot, 1915) Algérie
- Eublemma ephimera Hampson, 1910
- Eublemma epistrota Hampson, 1910 Inde (Himachal Pradesh)
- Eublemma eremochroa Hampson, 1916 Somalie
- Eublemma ernesti Rothschild, 1915
- Eublemma eupethecica Hampson, 1910
- Eublemma exanimis Hampson, 1918 Malawi
- Eublemma exigua (Walker, [1858]) Inde (Maharasthra), Cap-Vert, Sierra Leone, Ghana, Burkina Faso, Nigéria, Zaïre, Malawi, Ouganda, Yémen , Éthiopie, Somalie, Kenya, Tanzanie, Mozambique, Eswatini, Zimbabwe, Afrique du Sud, Angola, Madagascar, Comores
- Eublemma faircloughi Holloway, 2009 Bornéo
- Eublemma faroulti Rothschild, 1911
- Eublemma fasciola (Saalmüller, 1891) Madagascar
- Eublemma ferrufascia Hacker, 2019 Kenya, Ethiopie
- Eublemma ferruginata Hacker, 2019 Sierra Leone, Côte d'Ivoire, Gabon, Nigeria, Ethiopie, Malawi, Tanzanie
- Eublemma fiebigii Hacker & Stadie, 2019 Afrique du Sud
- Eublemma flavens Hacker, 2019 Afrique du Sud, Namibie, Eswatini, Tanzanie, Ethiopie
- Eublemma flavescens Hampson, 1918 Ghana, Kenya, Malawi, Tanzanie, Zimbabwe, Namibie, Afrique du Sud
- Eublemma flavia Hampson, 1910 Panama
- Eublemma flavibasis Hampson, 1918
- Eublemma flaviceps Hampson, 1902 Afrique du Sud, Zimbabwe, Arabie
- Eublemma flaviciliata Hampson, 1910
- Eublemma flavicosta Hampson, 1910 Afrique du Sud, Tanzanie, Nigéria, Ghana, Côte d'Ivoire
- Eublemma flavicostata (Hollande, 1894) Gabon, Zaïre, Ghana, Côte d'Ivoire
- Eublemma flavida Hampson, 1902 Afrique du Sud, Namibie, Botswana,Eswatini
- Eublemma flavigilva Hacker, 2019 Namibie
- Eublemma flavinia Hampson, 1902
- Eublemma flavistriata Hampson, 1910 Éthiopie, Kenya, Ouganda, Zaïre, Ghana
- Eublemma flavitermina Hampson, 1910 Afrique du Sud
- Eublemma foedosa (Guenée, 1852) Kenya, Ouganda, Zambie, Zimbabwe, Afrique du Sud
- Eublemma fredi Fibiger & Hacker, 2002 Arabie Saoudite, Iran
- Eublemma fugitiva (Christoph, 1877) nord de l'Iran
- Eublemma fulvitermina Hampson, 1910
- Eublemma galacteoides Berio, 1937 Somalie
- Eublemma gayneri (Rothschild, 1901) Iran, Jordanie, Arabie, Egypte, Soudan, Ethiopie, Kenya, Tanzanie, Libye, Algérie, Mauritanie, Sénégal, Burkina Faso, Gambie, Tanzanie, Zimbabwe, Namibie, Afrique du Sud, Madagascar, Inde
- Eublemma geometriana Viette, 1981
- Eublemma gerti Fibiger & Hacker, 2002 Arabie Saoudite, Ethiopie
- Eublemma geyri Rothschild, 1915 Algérie
- Eublemma glaucizona Hampson, 1908 Afrique du Sud
- Eublemma glaucochroa Turner, 1902 Australie, Nouvelle-Calédonie
- Eublemma globus Fibiger & Hacker, 2002 Yémen
- Eublemma goateri Fibiger & Hacker, 2004 Yémen
- Eublemma gondwana Hacker, 2019 Namibie
- Eublemma goniogramma Hampson, 1910 Afrique du Sud, Namibie
- Eublemma gratiosa (Eversmann, 1854) Oural du sud ?
- Eublemma gratissima (Staudinger, [1892]) ouest du Kazakhstan, Turquie, Caucase, Transcaucasie, Moyen-Orient, Irak, Iran
- Eublemma griseofimbriata Gaede, 1935 Afrique du Sud, Namibie
- Eublemma guiera Bradley, 1969 Gambie, Sénégal, Côte d'Ivoire, Burkina Faso, Nigeria
- Eublemma hansa (Herrich-Schäffer, [1851]) sud de l'Oural, Turquie, Caucase, Transcaucasie, Iran
- Eublemma hemichiasma Hacker, 2019 Afrique du Sud, Namibie, Ethiopie
- Eublemma hemichiona Hampson, 1918 Malawi, Tanzanie
- Eublemma heterogramma (Mabille, 1881) Angola
- Eublemma heteropaura Hacker, 2019 Éthiopie, Tanzanie
- Eublemma himmighoffeni (Millière, 1867) Espagne, sud de la France, Corse, Croatie, Grèce, sud de l'Iran, Afrique du Sud
- Eublemma hypozonata Hampson, 1910 Kenya
- Eublemma ignefusa Hampson, 1910 Singapour, Malaisie péninsulaire, Sumatra, Bornéo
- Eublemma illimitata (Warren, 1914) Afrique du Sud, Ethiopie
- Eublemma illota Christoph, 1887
- Eublemma inconspicua Walker, 1865
- Eublemma indistincta Fibiger & Hacker, 2002 Yémen
- Eublemma innocens (Butler, 1886) Australie
- Eublemma innotabilis Hacker, 2019 Yémen
- Eublemma insignifica Rothschild, 1924 Madagascar
- Eublemma intricata (Walker, 1869) Zaïre
- Eublemma ionoplagiata Hacker & Saldaitis, 2011 Sokotra
- Eublemma iophaenna Turner, 1920 Australie (Queensland)
- Eublemma irresoluta Dyar, 1919
- Eublemma isocroca Hacker, 2019 Tanzanie, Ethiopie
- Eublemma jocularis (Christoph, 1877) nord de l'Iran
- Eublemma joergmuelleri Hacker & Schreier, 2019 Éthiopie
- Eublemma juergenschmidli Hacker, 2019 Namibie
- Eublemma kettlewelli Wiltshire, 1988 Botswana, Namibie, Afrique du Sud
- Eublemma keyserlingi Bienert, 1869
- Eublemma khalifa (Wiltshire, 1961) Arabie
- Eublemma khonoides Wiltshire, 1980 Arabie, Ethiopie
- Eublemma kruegeri (Wiltshire, 1970) Soudan, Libye, Israël, Jordanie, Palestine
- Eublemma kuelekana Staudinger, 1871
- Eublemma lacteicosta Hampson, 1910 Nigéria, Côte d'Ivoire
- Eublemma lacteola Rothschild, 1914
- Eublemma latericolor Turner, 1945
- Eublemma lativalva Hacker, 2019 Afrique du Sud, Namibie
- Eublemma legraini Hacker, 2019 Afrique du Sud, Namibie, Zambie, Malawi
- Eublemma lentirosea Hampson, 1910
- Eublemma leptinia Mabille, 1900
- Eublemma leucanides (Staudinger, 1889) Issyk-kul
- Eublemma leucanitis Hampson, 1910 Afrique du Sud
- Eublemma leucodesma (Lower, 1899) Australie (Queensland)
- Eublemma leucodicranon Grünberg, 1910 Namibie
- Eublemma leucomelana Hampson, 1902
- Eublemma leuconeura Hampson, 1910 Afrique du Sud, Namibie
- Eublemma leucopolia Hacker, 2019 Namibie
- Eublemma leucota Hampson, 1910 Arabie Saoudite, Iran, Israël, Jordanie, Afghanistan
- Eublemma leucozona Hampson, 1910 Érythrée, Éthiopie, Kenya, Tanzanie
- Eublemma lithina (Warren, 1913) Halmaheira
- Eublemma loxographa Hacker & Saldaitis, 2016 Sokotra
- Eublemma lozostropha Turner, 1902 Australie (Queensland)
- Eublemma lucanitis Hampson, 1910 Afrique du Sud
- Eublemma lutosa (Staudinger, [1892]) Syrie, Turquie
- Eublemma macrocroca Hacker, 2019 Sierra Leone, Gambie, Côte d'Ivoire, Nigeria, Burkina Faso, Gabon
- Eublemma macrotephra Hacker, 2019 Côte d'Ivoire, Nigeria, Cameroun
- Eublemma madaphaea Hacker, 2019 Madagascar
- Eublemma manakhana Hacker & Schreier, 2019 Yémen
- Eublemma maraschensis Osthelder, 1933
- Eublemma marginula (Herrich-Schäffer, [1851])
- Eublemma marmaropa Meyrick, 1902 Australie (Queensland), Nouvelle-Guinée
- Eublemma marmorata Wileman & West, 1929 Philippines, Bornéo
- Eublemma martini Holloway, 2009 Bornéo, Malaisie péninsulaire
- Eublemma mauritanica Hacker, 2019 Mauritanie, Burkina Faso
- Eublemma maurochroa Hacker, 2019 Gabon
- Eublemma maurocroca Hacker, 2019 Nigéria
- Eublemma maxima Fibiger & Hacker, 2002 Yémen
- Eublemma mediana Fibiger & Hacker, 2004 Yémen
- Eublemma mediovittata Hacker & Saldaitis, 2016 Sokotra
- Eublemma megistodea Hacker, 2019 Kenya
- Eublemma melabasis (Hampson, 1914) nord du Nigeria, Ethiopie, Kenya, Afrique du Sud
- Eublemma melabela Hampson, 1910 Pakistan
- Eublemma melanodonta Hampson, 1910 Afrique du Sud, Namibie, Botswana
- Eublemma melanoplera Hacker, 2019 Zaïre, Ouganda, Tanzanie
- Eublemma melasema Hampson, 1918
- Eublemma mesodonta Hacker & Stadie, 2019 Oman
- Eublemma mesophaea Hampson, 1910 Cap-Vert ?, Arabie, Ethiopie, Malawi, Tanzanie, Namibie, Zimbabwe, Afrique du Sud, Madagascar
- Eublemma mesozona Hampson, 1914 Ghana, Érythrée
- Eublemma metachrostica Hacker, 2019 Afrique du Sud
- Eublemma miasme Hampson, 1891
- Eublemma microcroca Hacker, 2019 Mauritanie, Togo, Burkina Faso, Nigeria, Gabon
- Eublemma microphysa Hacker, 2019 Namibie
- Eublemma microptera (Brandt, 1939) Iran
- Eublemma microtephra Hacker, 2019 Cameroun
- Eublemma minima (Guenée, 1852) sud des USA - Argentine, Antilles – papillon éternel bourgeon
- Eublemma miniparva Fibiger & Hacker, 2002 Yémen, Ethiopie, Tanzanie
- Eublemma minutata (Fabricius, 1794) Europe occidentale, Europe centrale, Turquie, nord-ouest de l'Iran, Arabie Harmokääpiöyökkönen Zwergeulchen marbré rare
- Eublemma minutoides Poole, 1989 Kenya, Tanzanie
- Eublemma minutulalis Hacker, 2016 Yémen
- Eublemma misturata Hampson, 1910
- Eublemma mkalama Hacker, 2019 Tanzanie
- Eublemma monotona Le Cerf, 1911
- Eublemma morosa Wiltshire, 1970
- Eublemma munda (Christoph, 1884)
- Eublemma murati (Brandt, 1939) Iran
- Eublemma muscatensis Wiltshire, 1980 Arabie
- Eublemma nelvai Rothschild, 1920 Algérie
- Eublemma nigribasis Bethune-Baker, 1911
- Eublemma nigrifascia Hacker, 2019 Somalie
- Eublemma nigrivita Hampson, 1902 Namibie, Afrique du Sud, Zimbabwe, Botswana, Malawi, Somalie
- Eublemma nives (Brandt, 1938) Iran
- Eublemma niviceps Hacker & Saldaitis, 2019 Sokotra
- Eublemma noctuelioides (Wiltshire, 1971) Afghanistan
- Eublemma notochroma Hacker, 2019 Namibie
- Eublemma notoleuca Hacker, 2019 Namibie, Afrique du Sud
- Eublemma notoparva Hacker, 2019 Namibie
- Eublemma nuristana (Wiltshire, 1961) Afghanistan
- Eublemma nyctichroa Hampson, 1910 Kenya, Ethiopie
- Eublemma nyctopa Bethune-Baker, 1911 Angola
- Eublemma obscura (Krüger, 1939) Libye
- Eublemma ochrata Hacker, 2019 Sénégal, Burkina Faso, Nigeria, Ethiopie, Malawi, Tanzanie
- Eublemma ochreola (Staudinger, 1900) Grèce, Macédoine, Turquie, Liban, nord-ouest de l'Iran
- Eublemma ochricosta Hampson, 1916 Arabie, Soudan, Somalie, Tanzanie
- Eublemma ochrobasis Hampson, 1910 Afrique du Sud
- Eublemma ochrochroa Hampson, 1910 Sierra Leone
- Eublemma ochropolia Hacker, 2019 Afrique du Sud
- Eublemma odontophora Hampson, 1910 Arabie Saoudite
- Eublemma oliva Fibiger & Hacker, 2002 Yémen
- Eublemma olmii Berio, 1937
- Eublemma ornatula (Felder & Rogenhofer, 1874) Kenya, Ouganda, Tanzanie, Zimbabwe, Afrique du Sud
- Eublemma orthogramma (Snellen, 1872) Sierra Leone, Togo, Côte d'Ivoire, Burkina Faso, Nigéria, Cameroun, Gabon, Zaïre, Tanzanie, Madagascar
- Eublemma ostrina (Hübner, [1808]) Mauritanie, Afrique du Nord, Europe du Sud, Moyen-Orient, Turquie, Caucase, Transcaucasie, Arabie, Ethiopie, Soudan, Niger – papillon marbré violet
- Eublemma pallidula (Herrich-Schäffer, 1856) Turquie, Arménie, Chypre, Ukraine, Liban, Israël, Jordanie, Iran, Irak, Arabie, Kirghizistan, Turkménistan, Ouzbékistan
- Eublemma pallidulalis Hacker, 2019 Afrique du Sud, Namibie
- Eublemma pannonica Freyer, 1840
- Eublemma panonica (Freyer, 1840) sud de l'Oural
- Eublemma parallela (Freyer, 1842) sud de l'Oural, Turquie, Caucase, Transcaucasie, nord-ouest de l'Iran
- Eublemma parva (Hübner, [1808]) Mauritanie, Afrique du Nord, Europe du Sud, Europe centrale, Moyen-Orient, Turquie, Caucase, Transcaucasie, Irak, Iran, Afghanistan , Pakistan, Arabie, Soudan, Niger, nord-ouest de l'Inde, Australie – petit papillon marbré
- Eublemma parvisi Berio, 1940
- Eublemma parvoides (Brandt, 1939) Iran, Oman
- Eublemma pendula de Joannis, 1928 Vietnam
- Eublemma penicillata Hampson, 1902 Afrique du Sud, Eswatini, Zimbabwe, Tanzanie
- Eublemma pennula (Felder & Rogenhofer, 1874) Yémen, Ethiopie, Kenya, Tanzanie, Zimbabwe, Afrique du Sud, Madagascar
- Eublemma perkeo Rothschild, 1921 Burkina Faso, Niger, Ethiopie, Kenya, Tanzanie, Namibie
- Eublemma permixta (Staudinger, 1897) Algérie
- Eublemma pernivea Rothschild, 1920
- Eublemma perobliqua Hampson, 1910 Kenya, Tanzanie
- Eublemma perturbata Hacker, 2019 Cameroun, Yémen, Ethiopie, Kenya, Tanzanie, Comores
- Eublemma phaeapera Hampson, 1910
- Eublemma phaeotephra Hacker, 2019 Nigéria
- Eublemma plagiochroma Hacker, 2016 Yémen, Soudan, Kenya, Tanzanie, Zimbabwe, Mauritanie, Ghana
- Eublemma plagirosea Holloway, 2009 Bornoeo, Malaisie péninsulaire
- Eublemma plectroversa Hacker, 2019 Éthiopie, Kenya
- Eublemma plumbosa Lointain, 1899
- Eublemma poliochila Hacker, 2019 Afrique du Sud
- Eublemma poliochra Hacker, 2019 Éthiopie, Kenya, Tanzanie, Zimbabwe, Afrique du Sud, Angola, Gabon, Libéria, Sierra Leone, Madagascar
- Eublemma politzari Hacker, 2019 Burkina Faso
- Eublemma polygramma (Duponchel, [1842]) Afrique du Nord, Europe du Sud, Turquie, Chypre, Caucase, Transcaucasie, Moyen-Orient, Iran
- Eublemma popovi (Wiltshire, 1953) Perse
- Eublemma porphyrescens Hampson, 1914
- Eublemma porphyrina (Freyer, 1845) Sibérie sud-ouest
- Eublemma postrosea Gaede, 1935
- Eublemma postrufa Hampson, 1914
- Eublemma postrufoides Poole, 1989
- Eublemma posttornalis Rothschild, 1915
- Eublemma prolai (Berio, 1977) Tanzanie
- Eublemma proleuca Hampson, 1910 Ghana, sud du Nigeria, Gabon, Ouganda, Tanzanie
- Eublemma psamathea Hampson, 1910 Ethiopie, Kenya, Tanzanie, Angola
- Eublemma pseudepistrota (Brandt, 1938) Iran
- Eublemma pseudonoctua Rothschild, 1921 Nigéria
- Eublemma pseudostrina Rothschild, 1914
- Eublemma pseudoviridis (Brandt, 1939) Iran
- Eublemma pudica (Snellen, 1880) Tropiques indo-australiens - Queensland, Samoa
- Eublemma pudorina (Staudinger, 1889) Grèce, Bulgarie, Roumanie, Ukraine, Turquie
- Eublemma pulcherrima Wiltshire, 1982 Arabie, Éthiopie, Ouganda
- Eublemma pulchra (Swinhoe, 1886) Inde (Madhya Pradesh)
- Eublemma pulverulenta (Warren & Rothschild, 1905) Soudan
- Eublemma punctilinea Hampson, 1902 Afrique du Sud
- Eublemma pura (Hübner, [1813]) Afrique du Nord, Europe du Sud-Ouest
- Eublemma purinula Turati, 1934
- Eublemma purpurina (Denis & Schiffermüller, 1775) Afrique du Nord, Europe centrale, Europe du Sud, Turquie, Caucase, Sibérie du sud-ouest
- Eublemma purulenta Turati, 1934
- Eublemma pusilla (Eversmann, 1837) sud de l'Oural, Turquie, Caucase, Transcaucasie
- Eublemma pyrastis Hampson, 1910 Afrique du Sud
- Eublemma pyrochroa Hampson, 1918 Gambie, Sénégal, Ghana, Côte d'Ivoire, Burkina Faso, Nigeria, Tchad, Malawi
- Eublemma pyrosticta de Joannis, 1910
- Eublemma quadrilineata (Moore, 1881) Inde (Bengale occidental), Pakistan, Erythrée, Malawi
- Eublemma quinarioides Berio, 1947
- Eublemma ragusana Freyer, 1845
- Eublemma ragusanoides Berio, 1954
- Eublemma recta Guenée, 1852 – teigne à lignes droites
- Eublemma reducta Butler, 1894
- Eublemma reninigra Berio, 1945
- Eublemma respersa Hübner, 1790
- Eublemma reussi Gaede, 1935
- Eublemma rhodocraspis Druce, 1909 Bornéo
- Eublemma rietzi Fibiger, Ronkay, Zilli & Yela, 2010 Espagne
- Eublemma rivula (Moore, 1882) Inde (Bengale occidental), Australie, Kenya, Malawi, Botswana, Afrique du Sud, Seychelles
- Eublemma robertsi (Berio, 1969) Mauritanie, Nigeria, Togo, Zaïre, Arabie, Djibouti, Somalie, Ethiopie, Kenya, Tanzanie, nord-ouest de l'Inde
- Eublemma ronkayorum Fibiger & Hacker, 2002 Turkménistan
- Eublemma rosea (Hübner, 1790) Europe du sud, Turquie, Transcaucasie, Caucase, Oural du sud - Transbaïkalie
- Eublemma roseana (Moore, 1881) Inde, Bornéo, New Quinea, Queensland, Bismarcks, Oman
- Eublemma rosearcuata Holloway, 2009 Bornéo, Malaisie péninsulaire
- Eublemma rosecincta Hampson, 1910
- Eublemma roseonivea (Walker, [1863]) Bornéo, Malaisie péninsulaire
- Eublemma roseoniveoides Holloway, 2009 Bornéo
- Eublemma rosibrunnea Holloway, 2009 Bornéo, Malaisie péninsulaire
- Eublemma rosina Hübner, [1803]
- Eublemma rosinans Lucas, 1938 Maroc
- Eublemma rubricilia Hampson, 1902 Sikkim, Bhoutan, Singapour
- Eublemma rubripuncta Hampson, 1902
- Eublemma rufimixta Hampson, 1918
- Eublemma rufipuncta Turner, 1902 Australie (Queensland)
- Eublemma rufocastanea Rothschild, 1924 Madagascar
- Eublemma rufoglactea Holloway, 1979
- Eublemma rufolineata Hampson, 1918 Îles Louisiade
- Eublemma rufoscastanea Rothschild, 1924
- Eublemma rushi Wiltshire, 1961
- Eublemma sabia (Felder & Rogenhofer, 1874) Afrique du Sud
- Eublemma salangi (Wilthire, 1961) Afghanistan (Hindu-Kush)
- Eublemma sarcosia Hampson, 1910 Inde (Madras)
- Eublemma savour Berio, 1950 Burkina Faso, Nigeria, Yémen, Soudan, Erythrée, Ethiopie, Kenya, Tanzanie, Namibie, Zimbabwe, Madagascar
- Eublemma sciaphora Hampson, 1910
- Eublemma scitula (Rambur, 1833) Europe du Sud, Afrique tropicale, Asie tropicale, Pakistan, Nouvelle-Guinée, Australie (introduit)
- Eublemma scituloides Rebelle, 1917 Soudan, Togo
- Eublemma scitulum (Rambur, 1833)
- Eublemma scotina D. S. Fletcher, 1963 Ouganda
- Eublemma scotopis Bethune-Baker, 1911 Mauritanie, Sénégal, Togo, Côte d'Ivoire, Burkina Faso, Nigeria
- Eublemma seminivea Hampson, 1896 Arabie, Niger, Soudan, Ethiopie, Kenya, Tanzanie, Afrique du Sud
- Eublemma semiochrea Krüger, 1939
- Eublemma sidanomia Hacker, Fiebig & Stadie, 2019 Éthiopie
- Eublemma siticulina Hacker, 2019 Éthiopie
- Eublemma siticulosa (Lederer, 1858) Syrie, Israël, Iran, Irak, Arabie
- Eublemma skoui Fibiger & Hacker, 2004 Yémen
- Eublemma sororcula Hacker, 2019 Tanzanie
- Eublemma sperans Felder & Rogenhofer, 1874
- Eublemma spirogramma Rebel, 1912 Mauritanie, Togo, Burkina Faso, Nigeria, Soudan, Egypte, Ethiopie, Kenya, Afrique du Sud
- Eublemma squalida (Staudinger, 1878) nord de l'Iran, Algérie
- Eublemma squamilinea (Felder & Rogenhofer 1874)
- Eublemma staudingeri (Wallengren, 1875) Afrique du Sud, Zimbabwe, Yémen, Erythrée, Nigéria
- Eublemma stenodea Hacker, 2019 Namibie
- Eublemma stictilinea Hampson, 1910
- Eublemma straminea (Staudinger, [1892]) Grèce, Turquie, Liban, Israël, Irak, Iran, Arabie, Sinaï
- Eublemma striantula (Wiltshire, 1961) Afghanistan
- Eublemma stygiochroa Hampson, 1910
- Eublemma subflavipes Hacker & Saldaitis, 2010 Yémen
- Eublemma subrufula Rothschild, 1924 Madagascar
- Eublemma subvenata (Staudinger, 1892) Tunisie, Algérie, Israël, Jordanie, Arabie
- Eublemma suppuncta (Staudinger, [1892]) Turquie
- Eublemma suppura (Staudinger, [1892]) Turquie, Liban
- Eublemma sydolia Schaus, 1940 Porto Rico
- Eublemma symphona Prout, 1928
- Eublemma syrtensis Hampson, 1910 Algérie
- Eublemma tachycornis (Strand, 1920) Taïwan
- Eublemma taftana (Brandt, 1941) Iran
- Eublemma taifensis Wiltshire, 1980 Arabie
- Eublemma tephroclytioides Rothschild, 1924
- Eublemma terminimaculata Wileman, 1915 Taïwan
- Eublemma therma Hampson, 1910 Kenya, Namibie, Afrique du Sud
- Eublemma thermobasis Hampson, 1910 Jordanie, Maroc
- Eublemma thermochroa Hampson, 1910 Afrique du Sud, Namibie
- Eublemma thermosticta Hampson, 1910
- Eublemma thurneri Zerny, 1935
- Eublemma titanica Hampson, 1910
- Eublemma tomentalis Rebel, 1947 Israël, Arabie, Egypte
- Eublemma topi Fibiger & Hacker, 2006 Yémen, Éthiopie, Tanzanie
- Eublemma trifasciata (Moore, 1881) Inde, Bornéo
- Eublemma trigramma Hampson, 1910 Togo, Burkina Faso, Nigeria, Ethiopie, Tanzanie, Zambie, Zimbabwe, Angola
- Eublemma tritonia (Hampson, 1902) Éthiopie, Somalie, Malawi, Zaïre, Ouganda, Tanzanie, Zimbabwe, Afrique du Sud
- Eublemma trollei Fibigier & Hacker, 2006 Yémen
- Eublemma truncatalis (Walker, 1863) Bornéo
- Eublemma trusmadi Holloway, 2009 Bornéo, Malaisie péninsulaire
- Eublemma tytrocoides Hacker & Hausmann, 2010 Mauritanie, Togo, Burkina Faso
- Eublemma udzungwa Hacker, 2019 Tanzanie
- Eublemma uhlenhuthi Wiltshire, 1988 Djibouti, Ethiopie, Kenya, Tanzanie
- Eublemma uhlenhuthiana Hacker, 2019 Éthiopie
- Eublemma uniformis (Staudinger, 1878) nord de l'Iran
- Eublemma uninotata Hampson, 1902 Afrique du Sud
- Eublemma usambara Hacker, 2019 Tanzanie
- Eublemma variochrea Holloway, 1979 Nouvelle-Calédonie
- Eublemma velocissima Turati, 1926
- Eublemma vestalis (Butler, 1886) Australie
- Eublemma viettei (Berio, 1954) Sierra Leone, Ghana, Nigeria, Congo, Ethiopie, Kenya, Ouganda, Malawi, Tanzanie, Mozambique, Zimbabwe, Afrique du Sud, Madagascar , Maurice
- Eublemma virginalis (Oberthür, 1881) Algérie
- Eublemma viridis (Staudinger, 1888)
- Eublemma viridula (Guenée, 1841) Europe du sud
- Eublemma wagneri (Herrich-Schäffer, [1851]) Turquie
- Eublemma willotti Holloway, 2009 Bornéo
- Eublemma wiltshirei Fibiger & Hacker, 2002 Iran, Yémen
- Eublemma wolframmeyi Hacker, 2019 Namibie
- Eublemma wollastoni Rothschild, 1901 Egypte, Soudan
- Eublemma wutzdorffi (Püngeler, 1907) Jordanie, Palestine, Egypte, Arabie, Tanzanie
- Eublemma xanthochroa Hacker, 2019 Afrique du Sud
- Eublemma xanthocraspis Hampson, 1910
- Eublemma zillii Fibiger, Ronkay & Yela, 2010 Crète